# Costituzione jugoslava del 1974

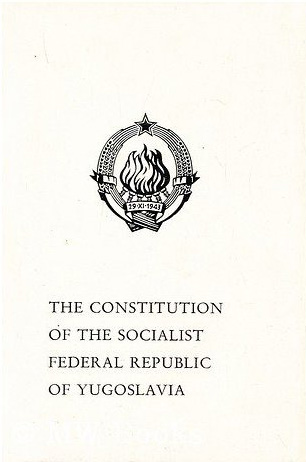
La costituzione del 1974.

La Costituzione jugoslava del 1974 è stata la terza e ultima costituzione della Repubblica Socialista Federale di Jugoslavia ed entrò in vigore il 21 febbraio 1974.
Il testo aggiunse un linguaggio elaborato a protezione del sistema di autogestione dei lavoratori dalle interferenze statali e a favore dell'espansione della rappresentazione di repubbliche e province nelle istituzioni.
Sebbene la nuova costituzione si occupasse della codificazione del sistema socio-economico in base ai risultati ottenuti dall'applicazione del socialismo dell'autogestione, le conseguenze più controverse e storiche nacquero dai regolamenti della costituzione sull'organizzazione statale della federazione, utilizzati successivamente come base giuridica per lo scioglimento della Jugoslavia. 
La legge fondamentale del 1974 confermò e rafforzò i principi degli emendamenti del 1971 alla precedente costituzione jugoslava, secondo i quali i diritti sovrani erano esercitati dalle unità federali e che la federazione aveva solo l'autorità specificamente trasferita ad essa dalla costituzione.
La costituzione proclamò anche Josip Broz Tito come presidente a vita.

## Contesto
L'adozione della nuova costituzione fu preceduta da eventi politici significativi verificatisi diversi anni prima e che segnarono l'inizio della decentralizzazione del potere. Nell'estate del 1966, Aleksandar Ranković, uno dei soci più vicini a Josip Broz Tito, fu sollevato da tutte le funzioni a causa della sua opposizione al federalismo. Le idee dello sloveno Edvard Kardelj riuscirono a prevalere tra la leadership e fu avviato un processo di progressiva federalizzazione del paese. Nel 1968 e nel 1971 furono adottati emendamenti alla Costituzione federale con i quali fu introdotta la Presidenza della Jugoslava come organo di governo collettivo. Nello stesso anno, la leadership repubblicana della Repubblica Socialista di Croazia fu completamente licenziata dal governo centrale, intensificando così i sentimenti nazionalisti croati. Nell'autunno del 1972, fu condotta un'epurazione nel governo della Repubblica Socialista di Serbia. Dopo tali manovre politiche, iniziò il processo che portò all'adozione della nuova Costituzione federale.

## Testo
Secondo la nuova costituzione, tutti i poteri appartenevano alla "classe operaia e ai lavoratori". In termini di struttura governativa, le province all'interno della RS di Serbia (la Provincia Socialista Autonoma della Voivodina e del Kosovo) ricevettero maggiori diritti: ottennero le loro presidenze di stato e di partito, il loro territorio non poteva essere modificato senza la decisione dell'Assemblea provinciale e i governi locali avevano persino il diritto di porre il veto alle decisioni delle autorità serbe.
Nell'articolo 8, fu indicata la presenza di un inno nazionale, senza però indicarne il titolo.
La costituzione ridefinì l'Assemblea federale come la massima espressione del sistema di autogestione, prescrivendo una complessa procedura elettorale per tale organo a partire dalle organizzazioni politiche e sindacali locali. Tali organi dovevano eleggere assemblee a livello comunale, che avrebbero poi eletto assemblee a livello provinciale e repubblicano; infine, questi ultimi gruppi avrebbero eletto i membri delle due camere dell'Assemblea federale, la Camera federale e la Camera delle Repubbliche e delle Province.
Josip Broz Tito, presidente della Jugoslavia, fu nominato presidente della Repubblica a vita della Jugoslavia e il suo nome venne inserito nel testo della costituzione. Divenne anche il presidente della Repubblica e della presidenza della Jugoslavia. Dopo la sua morte, tutte le sue funzioni sarebbero state trasferite alla presidenza.
La nuova Costituzione ridusse anche la Presidenza di stato da 23 a 9 membri, con pari rappresentanza per ciascuna repubblica e provincia e una posizione d'ufficio per il presidente della Lega dei Comunisti di Jugoslavia. La costituzione del 1974 estese inoltre la protezione dei diritti individuali e delle procedure giudiziarie,avvertendo il cittadino a non usare quelle libertà per distruggere il sistema sociale prescritto. Infine, il Kosovo e la Vojvodina, le due province costituenti della Serbia, ottennero un'autonomia sostanzialmente maggiore e il potere di veto de facto nel parlamento serbo.
Durante la discussione pubblica sugli emendamenti alla Costituzione, Mihailo Đurić, professore della facoltà di giurisprudenza di Belgrado, fu condannato al carcere dopo la pubblicazione del discorso nel quale si oppose all'attuazione delle modifiche costituzionali previste. Sottolineando che la Jugoslavia stava diventando solo un termine geografico sul cui territorio venivano stabiliti diversi stati nazionali indipendenti (in conflitto), sotto le mentite spoglie di uno sviluppo coerente dell'uguaglianza tra le nazioni, Đurić affermò che gli emendamenti costituzionali proposti non solo avrebbero cambiato radicalmente il carattere dell'ex unione statale delle nazioni jugoslave, ma avrebbero rifiutato l'idea stessa di tale comunità statale.

### Principi della Costituzione
La parte introduttiva della Costituzione del 1974 presentava dieci principi di base:
1. A partire dal diritto all'autodeterminazione di ogni nazione, incluso il diritto alla secessione,[11] la Jugoslavia fu definita come una repubblica federale di nazioni e nazionalità uguali,[12] liberamente unite in base principio di fratellanza e unità con lo scopo di raggiungere obiettivi specifici e di interesse comune.[13] I detentori della sovranità delle nazioni e delle nazionalità furono le repubbliche e le province all'interno della giurisdizione costituzionale federale.[14] Il processo decisionale nella federazione si basò sulla comunicazione e sui diritti e gli obblighi reciproci delle repubbliche e delle province. Le relazioni socio-economiche furono stabilite come un sistema di autogestione socialista.[12]
2. Alla base del sistema socioeconomico, vi erano la proprietà sociale dei mezzi di produzione, il diritto di un lavoratore all'autogestione e il godimento dei frutti del proprio lavoro, la solidarietà e la reciprocità dei diritti e degli obblighi di tutti gli attori sociali.[15] Contrariamente alla costituzione, furono considerate tutte le forme di privatizzazione dei beni pubblici, nonché l'usurpazione "burocratica" o "tecnocratica" delle risorse o la monopolizzazione del processo decisionale.[16]
3. La proprietà pubblica non aveva un titolo legale, il titolare dei diritti di proprietà non erano né le istituzioni politiche, né le entità economiche, né i cittadini.[17] I lavoratori decidevano in merito alla distribuzione del reddito, socialmente limitata da criteri stabiliti di distribuzione al consumo e alla riproduzione.[17] La proprietà sociale e i lavoratori furono organizzati in organizzazioni di base del lavoro associato.[18] L'economia era caratterizzata dalla cassa, dal credito, da un sistema di mercato, la connessione, la comunicazione autonoma, i patti sociali, la pianificazione e lo sviluppo del lavoro tra le organizzazioni del lavoro associato, le organizzazioni e le comunità sociopolitiche di autogestione e sociopolitiche, intesi tutti come meccanismi regolatori.[19] Le attività sociali come l'istruzione, la scienza, la cultura e l'assistenza sanitaria furono organizzate da comunità autonome che avrebbero rappresentato il collegamento tra le organizzazioni del lavoro associato e l'interesse pubblico.[20] Il lavoro dei lavoratori autonomi nella proprietà privata e il funzionamento delle aziende agricole fu regolato dagli stessi principi delle organizzazioni del lavoro associato.[21] Lo sviluppo coordinato dell'economia attraverso il finanziamento dello sviluppo di repubbliche e province sottosviluppate è determinato come interesse generale a livello della Jugoslavia.[22]
4. La democrazia socialista dell'autogestione fu definita come una forma specifica della dittatura del proletariato, garantita da un divieto delle organizzazioni socio-economiche e politiche volte a stabilire relazioni capitaliste.[23] Il potere dei lavoratori si otteneva attraverso l'autogestione e il processo decisionale nelle organizzazioni di base del lavoro associato, nelle comunità di interesse personale e nelle comunità locali e nella delega di rappresentanti ai livelli più alti degli organi di gestione delle organizzazioni autonome e delle assemblee di organizzazioni sociopolitiche.[24] Furono proclamati i principi di lavoro di tutte le autorità pubbliche e di autogestione, le responsabilità personali, il controllo sociale e la sostituibilità, la tutela della costituzionalità e della legalità, ma il ruolo dominante nell'attuazione di questi principi nel quadro della Costituzione fu riservato ad alcune organizzazioni politiche.[25] L'auto-protezione sociale fu definita come l'attività di tutti gli attori sociali per proteggere l'ordine costituzionale autonomo.[25] Venne identificata la libertà dell'organizzazione sociopolitica dei lavoratori, ma con l'obbligo di rispettare il quadro del sistema socialista governativo dominato dalla Costituzione dell'organizzazione politica superiore.[25]
5. I diritti e libertà di uomini e cittadini: furono limitati dagli interessi della società socialista.[26] Venne proclamata la libertà della creatività scientifica, culturale e artistica, l'educazione fu basata sui principi del socialismo scientifico, la politica sociale si basò sul superamento delle differenze derivanti dalle condizioni di vita e di lavoro disuguali, furono garantiti dei benefici e la previdenza sociale ai veterani e furono introdotti il concetto di protezione e il miglioramento dell'ambiente.[20]
6. La difesa popolare: era una politica collaterale di pace che si opponeva all'aggressione e alla pressione ed era parte integrante del rafforzamento delle capacità di difesa del paese. Comprendeva la partecipazione di tutte le istituzioni sociali, politiche e le organizzazioni autonome a tutti i livelli alla difesa dell'indipendenza, della sovranità, dell'integrità territoriale e del sistema di autogestione.[27] Fu inoltre riconfermata l'unità di comando delle forze armate.[27]
7. Relazioni internazionali della Jugoslavia: si basavano sui principi della coesistenza pacifica e della cooperazione attiva di Stati e nazioni tra loro uguali, l'aderenza ai principi della Carta delle Nazioni Unite, il rispetto degli impegni internazionali e la partecipazione attiva alle organizzazioni internazionali.[28] La Jugoslavia si impegnò nella non ingerenza negli affari interni di altri paesi, nel rispetto dell'internazionalismo socialista, rifiutando l'uso della forza nelle relazioni internazionali per raggiungere il disarmo generale, affermando il diritto delle persone all'autodeterminazione per il bene della lotta di liberazione, per l'indipendenza e la libertà scelta dell'organizzazione sociale e politica a favore della tutela dei diritti delle minoranze, pari relazioni economiche nel mondo e rispetto delle norme accettate del diritto internazionale.[29]
8. Il ruolo delle organizzazioni politiche e sindacali: la Lega dei Comunisti di Jugoslavia (SKJ) ai sensi della Costituzione, aveva la responsabilità delle attività politiche per la protezione e l'ulteriore sviluppo delle relazioni socialiste autogovernanti.[30] L'Alleanza socialista dei lavoratori di Jugoslavia era il più ampio fronte democratico dei lavoratori e dei cittadini della Federazione ed era subordinato all'SKJ al fine di raggiungere l'unità e l'azione politica.[31] Nell'Alleanza era possibile discutere di questioni sociali, avviare iniziative politiche e armonizzare le opinioni per determinare gli atteggiamenti politici.[31] Le funzioni delegate all'interno della Costituzione dell'Alleanza socialista riguardavano questioni relative al personale, alla determinazione dei candidati per i delegati e alle persone che svolgevano funzioni nelle organizzazioni autonome e sociopolitiche, nell'esercizio del controllo sociale sul lavoro delle autorità e degli organi di gestione delle organizzazioni autonome e dei titolari di uffici, nonché l'esercizio di influenza sul sistema di informazione pubblica.[31] L'organizzazione sindacale volontaria fu integrata nelle relazioni di autogestione socialista. Il sindacato fu autorizzato a delegare rappresentanti alla gestione e all'organizzazione del lavoro congiunto e alle organizzazioni sociopolitiche, per avviare e partecipare direttamente agli accordi sociali e di auto-comunicazione.[32]
9. L'obiettivo del sistema socio-economico e politico: istituito dalla Costituzione della Repubblica jugoslava, fu fissato come lo sviluppo della base materiale delle relazioni sociali e il raggiungimento del principio comunista: "Da ciascuno secondo le proprie capacità, a ciascuno secondo i suoi bisogni".[33] Tutti gli attori sociali furono invitati a "contribuire alla realizzazione dei diritti umani e delle libertà, all'umanizzazione dell'ambiente sociale e della personalità umana, al rafforzamento della solidarietà e dell'umanità tra le persone e al rispetto della dignità umana" e alla costruzione di relazioni tra le persone, in modo tale da poter creare delle condizioni favorevoli all'eliminazione della coercizione e alla consapevolezza degli interessi comuni.[34]
10. La base dell'interpretazione della Costituzione e le leggi dei principi dell'autogestione socialista espresse nell'introduzione alla Costituzione della Repubblica Federale Socialista Jugoslava.[35]

### Diritto all'autodeterminazione
Le costituzioni precedenti avevano concesso alle repubbliche il diritto costituzionale all'autodeterminazione, incluso il diritto alla secessione. Nella Costituzione del 1974, questi diritti appartenevano alle "nazioni della Jugoslavia". Allo stesso tempo, la costituzione includeva una serie di disposizioni che potevano invece revocare il diritto alla secessione. L'articolo 5 prevedeva il consenso di tutte le repubbliche e province nel caso di modifiche ai confini della Jugoslavia. L'articolo 283 conferiva all'Assemblea jugoslava il potere di determinare le modifiche ai confini statali. Non fu chiaramente definito se era possibile la secessione unilaterale o se ciò poteva accadere solo con l'approvazione del governo federale e di tutte le repubbliche e province della Jugoslavia.

## Dopo l'attuazione
Tra tutte le costituzione, quella del 1974 fu la più criticata dalla Repubblica Socialista di Serbia, in particolare sull'organizzazione statale e territoriale. Inizialmente, la leadership serba chiese al governo federale di convincere le proprie province autonome ad interpretare correttamente la Costituzione, in base alla quale la Serbia era ancora una repubblica sovrana con un adeguato grado di autonomia per le sue province. Tuttavia, dopo la morte di Edvard Kardelj (1979) e Tito (1980), fu sempre più difficile arbitrare le controversie tra repubbliche e province. A metà degli anni ottanta, la leadership serba chiese non solo una corretta interpretazione della legge fondamentale ma propose anche nuovi emendamenti. All'inizio del 1987, grazie agli sforzi della leadership serba, la Presidenza della Jugoslavia avviò la procedura di adozione di oltre 130 emendamenti. Tuttavia, qualche tempo dopo, ci fu un conflitto all'interno della leadership serba: all'VIII sessione del Comitato centrale della SKS nel settembre 1987, prevalsero le idee nazionaliste di Slobodan Milošević, che richiese energicamente e fortemente l'abrogazione della Costituzione del 1974. Alla fine del 1988 vi fu un cambio completo della leadership in entrambe le province e nella primavera del 1989 furono adottati degli emendamenti alla Costituzione della Serbia, che restrinsero significativamente i poteri e i diritti delle province. L'abrogazione finale delle disposizioni costituzionali del 1974 in Serbia ebbe luogo nel settembre 1990, quando il paese adottò una nuova costituzione.
Allo stesso tempo, le altre repubbliche jugoslave iniziarono ad ignorare la costituzione del 1974: la Slovenia rimosse l'aggettivo "Socialista" dal proprio nome ufficiale nel marzo 1990 ed eliminò le disposizioni socialiste dalle proprie leggi, mentre la Croazia, dopo la vittoria dell'Unione Democratica Croata di Franjo Tuđman, nel 1990 seguì un percorso simile e cambiò anche i propri simboli nazionali e la propria costituzione. Nello stesso anno, seguirono la Bosnia ed Erzegovina e la Macedonia, dove le forze anticomuniste rimossero il sistema socialista, mentre nel Montenegro il cambio di governo fu formalmente contrassegnato dall'adozione della nuova costituzione repubblicana nell'autunno del 1992.